# Sixto Rovina
Sixto Rovina (Willemstad, 10 januari 1961 – Gasselte, 7 februari 1989) was een Antilliaans voetballer. De middenvelder was een international voor het Nederlands-Antilliaans voetbalelftal. Rovina overleed op jonge leeftijd aan een hartaanval.

## Loopbaan
Samen met de eveneens van de Nederlandse Antillen afkomstige Glenn Kwidama doorliep Rovina in juli en augustus 1985 een proefperiode bij Feyenoord. In tegenstelling tot Kwidama kreeg Rovina geen contract, waarop hij zich aansloot bij Eindhoven. Voor deze ploeg kwam hij van 1985 tot 1988 uit in de Nederlandse Eerste divisie. Na het aflopen van zijn contract in de zomer van 1988 verliet Rovina Eindhoven. Hij meldde zich aan bij FC Groningen, waar hij op amateurbasis de kans kreeg zich te bewijzen.
Bij Groningen speelde Rovina voornamelijk in het tweede elftal. Op 17 september 1988 maakte hij zijn debuut in de Eredivisie. In een uitwedstrijd tegen FC VVV viel hij in voor Erik Regtop. Drie weken later speelde hij zijn tweede en laatste wedstrijd voor Groningen, toen hij in een uitwedstrijd tegen Willem II opnieuw inviel voor Regtop. In november 1988 belandde Rovina in het ziekenhuis nadat hij na afloop van een training onwel werd. Er werd niks gevonden en vermoed werd dat de oorzaak een bal tegen het hoofd was.
Op 7 februari 1989 maakte Rovina zijn rentree op het voetbalveld, in een oefenwedstrijd van het tweede elftal van Groningen tegen VV Hoogezand. Aan het begin van de tweede helft zakte hij in elkaar op het moment dat hij een ingooi wilde nemen. Door zijn trainer en een aanwezige huisarts werd op het veld een vergeefse poging gedaan om Rovina te reanimeren. Hij overleed aan een hartinfarct.
Rovina werd in Willemstad op Curaçao begraven. Toen FC Groningen in 1992 twee oefenwedstrijden op Curaçao en Aruba speelde, vond er in aanwezigheid van familieleden van Rovina een herdenkingsbijeenkomst voor de speler plaats.

## Privéleven
Rovina was een broer van voetballer Reymundo Rovina, die eveneens uitkwam voor het Antilliaans voetbalelftal. Op het moment van zijn overlijden was hij getrouwd en vader van een eenjarige dochter. Rovina had een glazen oog.